# Dušanka Gostović-Grubor
Inž. Dušanka Gostović-Grubor (Dušanka Grubor r. Gostović), hrvatska političarka te revolucionarka i komunistkinja. Po nacionalnosti je Srpkinja (vidi Srbi u Hrvatskoj).

## Životopis
Bila je republička sekretarica (ministrica) za socijalnu zaštitu Socijalističke Republike Hrvatske. Radila je i u Sekretarijatu za poljoprivredu Izvršnoga vijeća Sabora kao samostalna savjetnica za ekonomske analize. Nadnevka 31. prosinca 1971. bila je razriješena dužnosti podsekretarice u Republičkome sekretarijatu za narodno zdravlje i socijalnu zaštitu.
Tijekom drugoga svjetskog rata bila je članicom Inicijativnoga odbora Antifašističke fronte žena za Liku, te članicom Kotarskoga komiteta Komunističke partije Hrvatske (KPH) u Brinju. Predratna je članica Saveza komunističke omladine Jugoslavije (tada i kao studentica agronomije povezana s naprednim pokretom u Zagrebu). Jedna je od vodećih komunistkinja u Brinjskom kraju. Zajedno s ostalima okupljala je simpatizere u Brinju i okolici te formirala partizanski logor na Svakuši (iznad sela Lučana). Zbog neposredne blizine garnizona u Brinju, logor je premješten u Gornji kraj.